# Nuno Ribeiro
Nuno Jorge Ribeiro Gaspar, meglio noto come Nuno Ribeiro (Sobrado, 9 settembre 1977), è un dirigente sportivo ed ex ciclista su strada portoghese.
Nel 2009 è stato trovato positivo al CERA, insieme ai compagni di squadra Héctor Guerra e Isidro Nozal, dopo aver vinto la Volta a Portugal; nel 2010 è stato squalificato per due anni.

## Palmarès

### Strada
- 2000 (Barbot-Torrié, una vittoria)

3ª tappa Volta a Portugal do Futuro (Vila Nova de Tazem > Lamego)
- 2001 (Barbot-Torrié, due vittorie)

4ª tappa Volta a Portugal do Futuro (Mondim de Basto > Penalva do Castelo)
5ª tappa Volta a Portugal do Futuro (Gouveia > Seia)
- 2002 (Barbot-Torrié, due vittorie)

1ª tappa Grande Prémio Abimota
Classifica generale Grande Prémio Abimota
- 2003 (LA Aluminios-Pecol, due vittorie)

5ª tappa Volta a Portugal (Figueira da Foz > Covilhã)
Classifica generale Volta a Portugal
- 2004 (LA Aluminios-Pecol, una vittoria)

3ª tappa Volta a Tras os Montes e Alto Douro
- 2008 (Liberty Seguros, quattro vittorie)

3ª tappa Volta a Tras os Montes e Alto Douro
Classifica generale Volta a Tras os Montes e Alto Douro
Classifica generale Grande Prémio Internacional CTT Correios de Portugal
7ª tappa Volta a Portugal (Póvoa de Varzim > Santo Tirso)
- 2009 (Liberty Seguros, due vittorie)

9ª tappa Volta a Portugal (Oliveira do Bairro > Seia)
Classifica generale Volta a Portugal
- 2012 (Efapel-Glassdrive, una vittoria)

2ª tappa Grande Prémio Efapel (Góis > Lousã)

#### Altri successi
- 2001 (Barbot-Torrié)

Classifica sprint Grande Prémio Jornal de Notícias
Prologo Volta a Portugal do Futuro (Lourinhã)
- 2003 (LA Aluminios-Pecol)

Circuito de Nafarros
Classifica scalatori Tour de Pologne
- 2005 (LA Aluminios-Liberty Seguros)

12 Voltas à Gafa
- 2008 (Liberty Seguros)

Premio Albergaria
- 2009 (Liberty Seguros)

Clássica do Sotavento
Classifica scalatori Volta a Portugal
- 2013 (Efapel-Glassdrive)

1ª tappa Volta às Terras de Santa Maria da Feira (Santa Maria da Feira, cronosquadre)

## Piazzamenti

### Competizioni mondiali
- Campionati del mondo

Valkenburg 1998 - In linea Under-23: 79º
Verona 1999 - In linea Under-23: 14º
Hamilton 2003 - In linea Elite: 74º
Salisburgo 2006 - In linea Elite: 33º
Stoccarda 2007 - In linea Elite: 37º
Varese 2008 - In linea Elite: 45º
- Giochi olimpici

Atene 2004 - In linea: 27º
Pechino 2008 - In linea: 27º